# Catedral do Salvador de Saragoça
A Catedral do Salvador de Saragoça é uma das duas catedrais metropolitanas de Saragoça, juntamente com a Catedral-Basílica do Pilar. Habitualmente chamada La Seo ("a sé") em contraposição ao "Pilar". Ambos os templos se situam na Praça de Nossa Senhora do Pilar.